# اسکار مینگزا
اسکار مینگزا گارسیا ((به اسپانیایی: Óscar Mingueza García)؛ زادهٔ ۱۳ مهٔ ۱۹۹۹) بازیکن فوتبال اهل اسپانیا است که برای باشگاه سلتاویگو بازی می کند. 
وی همچنین در تیم ملی فوتبال زیر ۲۱ سال اسپانیا، زیر ۲۳ سال اسپانیا و تیم ملی اسپانیا بازی کرده‌است.

## آمار ملی

### آمار بازی‌های ملی
تا تاریخ ۸ ژوئن ۲۰۲۱
| تیم ملی فوتبال اسپانیا | تیم ملی فوتبال اسپانیا | تیم ملی فوتبال اسپانیا |
| سال                    | بازی                   | گل                     |
| ---------------------- | ---------------------- | ---------------------- |
| ۲۰۲۱                   | ۱                      | ۰                      |
| مجموع                  | ۱                      | ۰                      |

## افتخارات

### باشگاهی
بارسلونا
- لا لیگا نایب‌قهرمانی (۱): ۲۰–۲۰۱۹
- کوپا دل ری (۱): ۲۱–۲۰۲۰[۱]
- سوپرکاپ اسپانیا نایب‌قهرمانی (۱): ۲۱–۲۰۲۰
- جام خوان گمپر (۲): ۲۰۲۰، ۲۰۲۱
- لیگ قهرمانان جوانان اروپا (۱): ۱۸–۲۰۱۷[۲]

### ملی
زیر ۲۳سال اسپانیا
- المپیک تابستانی مدال نقره: ۲۰۲۰